# 村山事件
村山事件（むらやまじけん）は、朝日新聞社で1963年（昭和38年）12月に表面化した社内紛争。

## 事件の経緯
1963年（昭和38年）3月、朝日新聞社と東京国立博物館が共催した「エジプト美術五千年展」の場内で、当時の朝日新聞社長村山長挙の妻（村山藤子）が天皇・皇后に近づこうとした際、宮内庁職員に制止されたことで転倒して骨折したとし、同社編集部に宮内庁糾弾キャンペーンを指示したものの、編集局は調査の結果、妻の言い分は誇張だと判断した。
このため、同年12月24日の朝日新聞社定時株主総会で、同社の株式40.5パーセントを保有する大株主の村山社主家は、販売部門の最高責任者である永井大三常務取締役・東京本社業務局長を解任した。これに対して同社の業務（販売、広告、経理）関係役員らが全員辞任し、全国の新聞販売店が朝日への新聞代金納入をストップした。
紛争は編集部門にも拡大して、村山が翌1964年（昭和39年）1月10日に取締役・東京本社編集局長の木村照彦を北海道支社長へ左遷する辞令を発すると、木村は北海道への赴任を拒否した。村山は木村の後任人事の辞令も発令したため、東京本社では編集局長が2人いる異常事態となった。
そのため同1月20日の役員会で村山は社長を辞任し、西部本社担当に左遷されていた広岡知男ら4人の取締役が代表取締役となった。後任社長には同年11月17日、全日空相談役となっていた元常務取締役で朝日新聞社顧問の美土路昌一が就任し、同日付で専務取締役に昇格した広岡が、論説主幹の森恭三らと組んで実権を握った。広岡は1967年（昭和42年）7月21日に社長となり、朝日新聞社の経営から村山家を排除する路線を推進した。
また、事件まで朝日新聞最強の実力者で“私設常務”と言われた政治部次長三浦甲子二が、社内で後ろ盾となっていた村山、永井、木村を一気に失って失脚し、1965年（昭和40年）3月に日本教育テレビ（現在のテレビ朝日）取締役に転出する原因となった。